# Gopaldas Premchand Sippy
Gopaldas Premchand Sippy (Haiderabad, 14 september 1914 - Mumbai, 25 december 2007) was een Indiaas filmproducent en filmregisseur van Bollywood producties.

## Bekende films
- Sholay
- Saagar
- Bhai Behn
- Seeta aur Geeta